# Франк Магрі
Франк Магрі (фр. Frank Magri, нар. 4 вересня 1999, Ажен) — камерунський та французький футболіст, нападник «Тулузи» та національної збірної Камеруну.

## Клубна кар'єра
Народився 4 вересня 1999 року в місті Ажен. Вихованець футбольної школи клубу «Анже». У дорослому футболі дебютував 2017 року виступами за команду «Анже-2», в якій провів чотири сезони, взявши участь у 71 матчі чемпіонату. У складі другої команди «Анже» був одним з головних бомбардирів команди, маючи середню результативність на рівні 0,37 гола за гру першості.
Своєю грою за цю команду привернув увагу представників тренерського штабу клубу «Бастія» з Ліги 2, до складу якого приєднався на початку 2021 року. Відіграв за команду з Бастії наступні півтора сезони своєї ігрової кар'єри. Більшість часу, проведеного у складі «Бастії», був основним гравцем атакувальної ланки команди. В новому клубі був серед найкращих голеодорів, відзначаючись забитим голом в середньому щонайменше у кожній третій грі чемпіонату.
Влітку 2023 року Магрі перейшов до «Тулузи». 13 серпня в матчі проти «Нанта» він дебютував у Лізі 1. 3 вересня у поєдинку проти «Клермона» Франк забив свій перший гол за «Тулузу».

## Виступи за збірну
12 жовтня 2023 року дебютував в офіційних матчах у складі національної збірної Камеруну в товариському матчі проти збірної Росії (0:1). 17 листопада у відбірковому поєдинку до чемпіонату світу 2026 року проти збірної Маврикія Франк забив свій перший гол за національну команду.
У складі збірної був учасником Кубка африканських націй 2023 року у Кот-д'Івуарі, де у грі групового турніру проти Гвінеї (1:1) забив гол.
| Дата       | Місто    | Господарі | Результат | Гості    | Турнір                                   | Голи | Примітки |
| ---------- | -------- | --------- | --------- | -------- | ---------------------------------------- | ---- | -------- |
| 12-10-2023 | Москва   | Росія     | 1 – 0     | Камерун  | товариський матч                         | -    | 67'      |
| 16-10-2023 | Ланс     | Сенегал   | 1 – 0     | Камерун  | товариський матч                         | -    | 80'      |
| 17-11-2023 | Дуала    | Камерун   | 3 – 0     | Маврикій | Відбір до ЧС 2026                        | 1    | 70'      |
| 21-11-2023 | Бенгазі  | Лівія     | 1 – 1     | Камерун  | Відбір до ЧС 2026                        | -    | 90'      |
| 9-1-2024   | Джидда   | Замбія    | 1 – 1     | Камерун  | товариський матч                         | -    | 75'      |
| 15-1-2024  | Ямусукро | Камерун   | 1 – 1     | Гвінея   | Кубок африканських націй 2023 - 1-й етап | 1    | 21' 75'  |
| 19-1-2024  | Ямусукро | Сенегал   | 3 – 1     | Камерун  | Кубок африканських націй 2023 - 1-й етап | -    |          |
| Усього     |          | Матчів    | 7         |          | Голів                                    | 2    |          |